# Sergio Altorre
Sergio Altorre (julio de 1994) es un dramaturgo y poeta español, galardonado con el II Premio Nacional de Poesía Arnaut Daniel.

## Biografía
Estudió Literatura General y Comparada en la Universidad Complutense de Madrid. Desde el año 2020 es miembro del Laboratorio de Técnicas Performativas, proyecto de teatro englobado en la Universidad Complutense de Madrid. En dicho proyecto ha trabajado como asistente de producción en la obra Elizabeth Nietzsche en Paraguay del autor chileno Marco Antonio de la Parra. En 2022, estrena en la Casa de Vacas del Retiro, su texto Y heredarás la tierra bajo la dirección de Juan Claudio Burgos. En 2024 recibe el II Premio Nacional de Poesía Arnaut Daniel por su poemario La sed y el silencio. 

## Premios y reconocimientos
- II Premio Nacional de Poesía Arnaut Daniel[2][3]

## Obras de teatro
- Y heredarás la tierra, dir: Juan Claudio Burgos, Casa de Vacas del Retiro, 2022. [4][5]

## Libros
- La sed y el silencio (2024). II Premio Nacional de Poesía Arnaut Daniel.